# Campionatul European de Handbal Feminin din 2016 - Echipele
Lista de mai jos cuprinde echipele naționale care au concurat la Campionatul European de Handbal Feminin din 2016, desfășurat în Suedia, între 4-18 decembrie 2016.
Până pe 25 octombrie 2016, fiecare antrenor a fost obligat să transmită o listă cu un lot lărgit de maximum 28 de handbaliste, din care 16 au fost apoi selectate în lotul restrâns pentru turneul final. Antrenorilor le-a fost permis să înlocuiască maxim două handbaliste în perioada competiției.
Componența definitivă a echipelor a fost dezvăluită pe 3 și 4 decembrie 2016, la ședințele tehnice.
Numărul de selecții și de goluri sunt valabile înainte de începerea competiției, pe 4 decembrie 2016.

## Grupa  A

### Serbia
Antrenor principal:  Dragica Đurić
Antrenor secund:  Živojin Maksić
O listă cu 18 jucătoare a fost anunțată pe 16 noiembrie 2016. Lista finală a fost dezvăluită pe 2 decembrie 2016.
| Nr. | Post            | Nume                     | Data nașterii (vârsta) | Înălțime | Selecții | Goluri | Echipă                 |
| --- | --------------- | ------------------------ | ---------------------- | -------- | -------- | ------ | ---------------------- |
| 2   | Extremă stânga  | Sanja Radosavljević      | 15 ianuarie 1994       | 1.70 m   | 33       | 46     | Váci NKSE              |
| 3   | Extremă dreapta | Katarina Krpež Slezak    | 9 mai 1988             | 1.68 m   | 177      | 290    | ÉRD NK                 |
| 5   | Inter stânga    | Jelena Trifunović        | 4 august 1991          | 1.82 m   | 53       | 83     | SCM Craiova            |
| 9   | Inter dreapta   | Jelena Lavko (înlocuită) | 6 iulie 1991           | 1.84 m   | 77       | 143    | Fehérvár KC            |
| 10  | Centru          | Jovana Kovačević         | 9 aprilie 1996         | 1.78 m   | 5        | 0      | Békéscsabai Előre NKSE |
| 15  | Inter dreapta   | Anđela Janjušević        | 18 iunie 1995          | 1.78 m   | 21       | 18     | Siófok KC              |
| 16  | Portar          | Jovana Risović           | 3 octombrie 1993       | 1.71 m   | 69       | 2      | Randers HK             |
| 18  | Centru          | Tamara Georgijev         | 6 septembrie 1992      | 1.72 m   | 27       | 37     | RK Krim                |
| 20  | Pivot           | Slađana Pop-Lazić        | 29 iulie 1988          | 1.78 m   | 69       | 120    | Metz Handball          |
| 23  | Inter stânga    | Marija Obradović         | 6 august 1992          | 1.82 m   | 4        | 6      | TuS Metzingen          |
| 27  | Portar          | Nina Kolundžić           | 29 ianuarie 1990       | 1.86 m   | 9        | 0      | HIB Handball Graz      |
| 30  | Extremă dreapta | Željka Nikolić           | 12 iulie 1991          | 1.68 m   | 11       | 6      | SCM Craiova            |
| 33  | Inter stânga    | Jovana Stoiljković       | 30 septembrie 1988     | 1.82 m   | 55       | 102    | HBC Nantes             |
| 71  | Centru          | Kristina Liščević        | 20 octombrie 1989      | 1.73 m   | 71       | 96     | Kuban Krasnodar        |
| 83  | Pivot           | Marija Petrović          | 18 martie 1994         | 1.85 m   | 20       | 14     | ŽRK Izvor              |
| 90  | Portar          | Marija Čolić             | 12 aprilie 1990        | 1.73 m   | 14       | 0      | Nice Handball          |
| 99  | Inter dreapta   | Marina Dmitrović         | 23 martie 1985         | 1.85 m   | 79       | 134    | Kisvárdai KC           |

### Slovenia
O listă cu 18 jucătoare a fost anunțată pe 10 noiembrie 2016. Lista finală a fost dezvăluită pe 1 decembrie 2016.
Antrenor principal:  Uroš Bregar
Antrenor secund:  Salvador Kranjčič
Antrenor secund:  Branka Jovanović
| Nr. | Post            | Nume               | Data nașterii (vârsta) | Înălțime | Selecții | Goluri | Echipă               |
| --- | --------------- | ------------------ | ---------------------- | -------- | -------- | ------ | -------------------- |
| 3   | Inter stânga    | Teja Ferfolja      | 20 septembrie 1991     | 1.82 m   | 20       | 9      | DHB Rotweiss Thun    |
| 6   | Inter dreapta   | Ana Gros           | 21 ianuarie 1991       | 1.86 m   | 66       | 274    | Metz Handball        |
| 7   | Inter dreapta   | Janja Rebolj       | 29 ianuarie 1993       | 1.73 m   | 6        | 8      | RK Zagorje           |
| 8   | Inter stânga    | Lea Krajnc         | 1 aprilie 1993         | 1.80 m   | 8        | 9      | Zağnos SK            |
| 9   | Centru          | Nina Jeriček       | 10 aprilie 1984        | 1.72 m   | 46       | 106    | RK Krim              |
| 10  | Centru          | Tjaša Stanko       | 5 noiembrie 1997       | 1.82 m   | 18       | 34     | RK Zagorje           |
| 11  | Pivot           | Katja Čerenjak     | 6 septembrie 1983      | 1.75 m   | 50       | 58     | Zelene doline Žalec  |
| 12  | Portar          | Sergeja Stefanišin | 19 septembrie 1974     | 1.84 m   | 207      | 0      | RK Krim              |
| 13  | Pivot           | Valentina Panger   | 14 ianuarie 1991       | 1.77 m   | 6        | 4      | RK Zagorje           |
| 14  | Extremă stânga  | Tamara Mavsar      | 1 aprilie 1991         | 1.74 m   | 45       | 110    | ŽRK Vardar           |
| 15  | Inter dreapta   | Barbara Lazović    | 4 ianuarie 1988        | 1.83 m   | 57       | 188    | ŽRK Vardar           |
| 16  | Portar          | Miša Marinček      | 18 februarie 1985      | 1.87 m   | 84       | 0      | RK Krim              |
| 18  | Centru          | Nina Zulič         | 4 decembrie 1995       | 1.69 m   | 0        | 0      | Mlinotest Ajdovščina |
| 19  | Extremă dreapta | Neli Irman         | 7 aprilie 1986         | 1.73 m   | 84       | 215    | ŽRK Budućnost        |
| 32  | Pivot           | Lina Krhlikar      | 29 iunie 1989          | 1.84 m   | 37       | 78     | Frisch Auf Göppingen |
| 77  | Inter stânga    | Maja Užmah         | 23 februarie 1988      | 1.82 m   | 43       | 143    | HBC Celles-sur-Belle |

### Spania
O listă cu 18 jucătoare a fost anunțată pe 11 noiembrie 2016. Lista finală a fost dezvăluită pe 28 noiembrie 2016.
Antrenor principal:  Jorge Dueñas
Antrenor secund:  Manuel Etayo Ortigosa
| Nr. | Post            | Nume                     | Data nașterii (vârsta) | Înălțime | Selecții | Goluri | Echipă                    |
| --- | --------------- | ------------------------ | ---------------------- | -------- | -------- | ------ | ------------------------- |
| 2   | Extremă dreapta | Marta López              | 4 februarie 1990       | 1.68 m   | 91       | 279    | BM Bera Bera              |
| 4   | Extremă dreapta | Carmen Martín            | 29 mai 1988            | 1.72 m   | 182      | 604    | CSM București             |
| 6   | Inter stânga    | Nely Carla Alberto       | 2 iulie 1983           | 1.79 m   | 126      | 335    | Chambray Touraine HB      |
| 9   | Inter dreapta   | Marta Mangué (înlocuită) | 23 aprilie 1983        | 1.70 m   | 293      | 1019   | Brest Bretagne HB         |
| 10  | Centru          | Macarena Aguilar         | 12 martie 1985         | 1.70 m   | 226      | 607    | Thüringer HC              |
| 12  | Portar          | Silvia Navarro           | 20 martie 1979         | 1.69 m   | 150      | 3      | Gran Canaria              |
| 14  | Pivot           | Elisabeth Chávez         | 17 noiembrie 1990      | 1.92 m   | 162      | 113    | Fleury Loiret HB          |
| 20  | Extremă stânga  | Amaia González           | 27 februarie 1994      | 1.67 m   | 9        | 4      | Balonmano Aula Valladolid |
| 25  | Inter stânga    | Nerea Pena               | 13 decembrie 1989      | 1.75 m   | 109      | 335    | FTC-Rail Cargo Hungaria   |
| 27  | Inter stânga    | Lara González Ortega     | 22 februarie 1992      | 1.84 m   | 62       | 59     | Team Esbjerg              |
| 30  | Pivot           | Patricia Elorza          | 4 aprilie 1984         | 1.80 m   | 121      | 75     | BM Bera Bera              |
| 32  | Inter dreapta   | Mireya González          | 18 iulie 1991          | 1.78 m   | 21       | 24     | ÉRD NK                    |
| 35  | Extremă stânga  | Naiara Egozkue           | 21 octombrie 1983      | 1.73 m   | 65       | 83     | Zuazo Barakaldo           |
| 44  | Pivot           | Ainhoa Hernández         | 27 aprilie 1994        | 1.80 m   | 31       | 26     | Zuazo Barakaldo           |
| 48  | Portar          | Darly de Paula           | 25 august 1982         | 1.78 m   | 31       | 0      | ŽRK Budućnost             |
| 49  | Pivot           | Judith Sans              | 31 martie 1994         | 1.75 m   | 4        | 4      | BM Bera Bera              |
| 86  | Inter stânga    | Alexandrina Barbosa      | 5 mai 1986             | 1.75 m   | 76       | 361    | Rostov-Don                |

### Suedia
Lista a fost anunțată pe 1 noiembrie 2016. Pe 13 decembrie 2016, Marie Wall a înlocuit-o pe Olivia Mellegård în urma unei accidentări.
Antrenor principal:  Henrik Signell
Antrenor secund:  Jan Ekman
| Nr. | Post            | Nume                         | Data nașterii (vârsta) | Înălțime | Selecții | Goluri | Echipă           |
| --- | --------------- | ---------------------------- | ---------------------- | -------- | -------- | ------ | ---------------- |
| 1   | Portar          | Johanna Bundsen              | 3 iunie 1991           | 1.85 m   | 43       | 0      | IK Sävehof       |
| 4   | Extremă stânga  | Olivia Mellegård (înlocuită) | 17 iunie 1996          | 1.78 m   | 2        | 10     | IK Sävehof       |
| 5   | Extremă dreapta | Emma Ekenman-Fernis          | 24 iulie 1996          | 1.72 m   | 1        | 0      | IK Sävehof       |
| 6   | Centru          | Carin Strömberg              | 10 iulie 1993          | 1.83 m   | 25       | 21     | Viborg HK        |
| 7   | Pivot           | Linn Blohm                   | 20 mai 1992            | 1.80 m   | 65       | 162    | FC Midtjylland   |
| 8   | Inter stânga    | Jamina Roberts               | 28 mai 1990            | 1.75 m   | 110      | 192    | IK Sävehof       |
| 9   | Extremă stânga  | Louise Sand                  | 27 decembrie 1992      | 1.64 m   | 67       | 130    | IK Sävehof       |
| 12  | Portar          | Filippa Idéhn                | 15 august 1990         | 1.83 m   | 66       | 2      | Team Esbjerg     |
| 14  | Inter stânga    | Johanna Westberg             | 6 aprilie 1990         | 1.86 m   | 31       | 45     | Nykøbing Falster |
| 18  | Inter dreapta   | Marie Wall                   | 3 aprilie 1992         | 1.77 m   | 14       | 16     | H 65 Höör        |
| 19  | Pivot           | Anna Lagerquist              | 16 octombrie 1993      | 1.73 m   | 1        | 0      | Lugi HF          |
| 20  | Centru          | Isabelle Gulldén             | 29 iunie 1989          | 1.79 m   | 162      | 617    | CSM București    |
| 22  | Inter dreapta   | Hanna Blomstrand             | 25 august 1996         | 1.70 m   | 6        | 5      | Lugi HF          |
| 24  | Extremă dreapta | Nathalie Hagman              | 19 iulie 1991          | 1.67 m   | 95       | 249    | Nykøbing Falster |
| 27  | Inter dreapta   | Sabina Jacobsen              | 24 martie 1989         | 1.80 m   | 90       | 128    | FC Midtjylland   |
| 28  | Inter dreapta   | Ida Odén                     | 14 aprilie 1987        | 1.72 m   | 43       | 114    | IK Sävehof       |
| 29  | Inter stânga    | Jenny Alm                    | 10 aprilie 1989        | 1.84 m   | 81       | 205    | Team Esbjerg     |

## Grupa  B

### Franța
O listă cu 19 jucătoare a fost anunțată pe 8 noiembrie 2016. Lista a fost redusă la 18 jucătoare pe 29 noiembrie 2016. Lista finală a fost dezvăluită pe 29 noiembrie 2016.
Antrenor principal:  Olivier Krumbholz
Antrenor secund:  Sebastien Gardillou
| Nr. | Post            | Nume                     | Data nașterii (vârsta) | Înălțime | Selecții | Goluri | Echipă            |
| --- | --------------- | ------------------------ | ---------------------- | -------- | -------- | ------ | ----------------- |
| 1   | Portar          | Laura Glauser            | 20 august 1993         | 1.78 m   | 51       | 0      | Metz Handball     |
| 3   | Extremă dreapta | Amanda Kolczynski        | 10 august 1993         | 1.70 m   | 6        | 6      | Besançon HC       |
| 5   | Inter dreapta   | Camille Ayglon           | 21 mai 1985            | 1.80 m   | 221      | 396    | CSM București     |
| 7   | Centru          | Allison Pineau           | 2 mai 1989             | 1.81 m   | 193      | 515    | Brest Bretagne HB |
| 8   | Pivot           | Laurisa Landre           | 27 octombrie 1985      | 1.74 m   | 52       | 86     | SCM Craiova       |
| 10  | Centru          | Grâce Zaadi              | 7 iulie 1993           | 1.71 m   | 62       | 75     | Metz Handball     |
| 12  | Portar          | Amandine Leynaud         | 2 mai 1988             | 1.78 m   | 188      | 2      | ŽRK Vardar        |
| 13  | Extremă stânga  | Manon Houette            | 2 iulie 1992           | 1.68 m   | 40       | 67     | Thüringer HC      |
| 17  | Extremă stânga  | Siraba Dembélé (căpitan) | 28 iunie 1986          | 1.72 m   | 225      | 720    | Rostov-Don        |
| 20  | Extremă dreapta | Laura Flippes            | 13 decembrie 1994      | 1.71 m   | 6        | 3      | Metz Handball     |
| 22  | Inter stânga    | Tamara Horacek           | 5 noiembrie 1995       | 1.78 m   | 9        | 5      | Metz Handball     |
| 24  | Pivot           | Béatrice Edwige          | 3 octombrie 1988       | 1.82 m   | 42       | 23     | Metz Handball     |
| 27  | Centru          | Estelle Nze Minko        | 11 august 1991         | 1.76 m   | 52       | 90     | Siófok KC         |
| 28  | Inter dreapta   | Marie-Paule Gnabouyou    | 4 martie 1988          | 1.85 m   | 78       | 104    | Viborg HK         |
| 29  | Inter stânga    | Gnonsiane Niombla        | 9 iulie 1990           | 1.72 m   | 61       | 169    | CSM București     |
| 64  | Inter dreapta   | Alexandra Lacrabère      | 27 aprilie 1987        | 1.72 m   | 184      | 600    | ŽRK Vardar        |

### Germania
O listă cu 18 jucătoare a fost anunțată pe 3 noiembrie 2016. O echipă cu 21 de jucătoare a fost anunțată pe 3 noiembrie 2016. Lista finală a fost dezvăluită pe 1 decembrie 2016.
Antrenor principal:  Michael Biegler
| Nr. | Post            | Nume                      | Data nașterii (vârsta) | Înălțime | Selecții | Goluri | Echipă             |
| --- | --------------- | ------------------------- | ---------------------- | -------- | -------- | ------ | ------------------ |
| 3   | Inter dreapta   | Isabell Klein (înlocuită) | 28 iunie 1984          | 1.72 m   | 74       | 90     | Nantes Handball    |
| 5   | Inter stânga    | Saskia Lang               | 19 decembrie 1986      | 1.79 m   | 68       | 67     | HC Leipzig         |
| 6   | Pivot           | Jenny Karolius            | 24 mai 1986            | 1.81 m   | 4        | 6      | Bayer Leverkusen   |
| 7   | Pivot           | Meike Schmelzer           | 19 iulie 1993          | 1.80 m   | 19       | 13     | Thüringer HC       |
| 10  | Centru          | Anna Loerper              | 18 noiembrie 1984      | 1.64 m   | 219      | 377    | TuS Metzingen      |
| 12  | Portar          | Katja Kramarczyk          | 18 martie 1984         | 1.78 m   | 121      | 0      | HC Leipzig         |
| 13  | Pivot           | Julia Behnke              | 28 martie 1993         | 1.80 m   | 23       | 22     | TuS Metzingen      |
| 14  | Extremă dreapta | Stella Kramer             | 22 martie 1989         | 1.68 m   | 6        | 9      | Borussia Dortmund  |
| 15  | Centru          | Kim Naidzinavicius        | 6 aprilie 1991         | 1.83 m   | 71       | 141    | SG BBM Bietigheim  |
| 16  | Portar          | Clara Woltering           | 2 martie 1983          | 1.78 m   | 202      | 0      | Borussia Dortmund  |
| 17  | Inter dreapta   | Anne Hubinger             | 31 iulie 1993          | 1.85 m   | 49       | 68     | HC Leipzig         |
| 19  | Inter stânga    | Emily Bölk                | 26 aprilie 1998        | 1.82 m   | 3        | 7      | Buxtehuder SV      |
| 23  | Extremă dreapta | Svenja Huber              | 23 octombrie 1985      | 1.68 m   | 32       | 94     | Borussia Dortmund  |
| 24  | Extremă stânga  | Lone Fischer              | 8 septembrie 1988      | 1.65 m   | 25       | 54     | Buxtehuder SV      |
| 31  | Centru          | Kerstin Wohlbold          | 11 ianuarie 1984       | 1.69 m   | 60       | 116    | Thüringer HC       |
| 36  | Portar          | Dinah Eckerle             | 16 octombrie 1995      | 1.70 m   | 6        | 0      | Thüringer HC       |
| 37  | Inter dreapta   | Alicia Stolle             | 17 iunie 1996          | 1.79 m   | 2        | 4      | HSG Blomberg-Lippe |

### Polonia
O listă cu 17 jucătoare a fost anunțată pe 6 noiembrie 2016. Lista finală a fost dezvăluită pe 28 noiembrie 2016.
Antrenor principal:  Leszek Krowicki
Antrenor secund:  Adrian Struzik
| Nr. | Post            | Nume                  | Data nașterii (vârsta) | Înălțime | Selecții | Goluri | Echipă                   |
| --- | --------------- | --------------------- | ---------------------- | -------- | -------- | ------ | ------------------------ |
| 3   | Inter dreapta   | Monika Kobylińska     | 9 aprilie 1995         | 1.77 m   | 21       | 73     | Vistal Gdynia            |
| 8   | Inter stânga    | Marta Gęga            | 16 aprilie 1986        | 1.84 m   | 43       | 61     | MKS Lublin               |
| 9   | Extremă stânga  | Agnieszka Kowalska    | 17 ianuarie 1988       | 1.70 m   | 47       | 98     | MKS Lublin               |
| 10  | Extremă dreapta | Patrycja Królikowska  | 15 mai 1992            | 1.62 m   | 8        | 10     | Pogoń Szczecin           |
| 11  | Extremă stânga  | Kinga Grzyb           | 12 ianuarie 1982       | 1.68 m   | 213      | 522    | MKS Zagłębie Lubin       |
| 12  | Portar          | Weronika Gawlik       | 20 octombrie 1986      | 1.76 m   | 51       | 0      | MKS Lublin               |
| 15  | Extremă dreapta | Katarzyna Janiszewska | 26 octombrie 1995      | 1.68 m   | 20       | 20     | Vistal Gdynia            |
| 16  | Portar          | Adrianna Płaczek      | 10 decembrie 1993      | 1.74 m   | 0        | 0      | Pogoń Szczecin           |
| 20  | Pivot           | Joanna Drabik         | 28 octombrie 1993      | 1.80 m   | 31       | 22     | MKS Lublin               |
| 24  | Inter stânga    | Joanna Kozlowska      | 19 ianuarie 1995       | 1.83 m   | 0        | 0      | Vistal Gdynia            |
| 26  | Inter stânga    | Emilia Galińska       | 26 decembrie 1992      | 1.75 m   | 2        | 1      | Neckarsulmer Sport-Union |
| 28  | Inter stânga    | Alina Wojtas          | 21 martie 1987         | 1.91 m   | 75       | 232    | Larvik HK                |
| 29  | Inter dreapta   | Natalia Nosek         | 20 aprilie 1998        | 1.78 m   | 5        | 4      | MKS Bochnia              |
| 34  | Pivot           | Kamila Szczecina      | 31 octombrie 1987      | 1.74 m   | 0        | 0      | Pogoń Szczecin           |
| 89  | Centru          | Kinga Achruk          | 9 ianuarie 1989        | 1.81 m   | 138      | 344    | ŽRK Budućnost            |
| 92  | Inter dreapta   | Ewa Andrzejewska      | 18 ianuarie 1992       | 1.83 m   | 7        | 7      | Kram Start Elblag        |

### Țările de Jos
O listă cu 17 jucătoare a fost anunțată pe 4 noiembrie 2016. Echipa finală a fost anunțată pe 26 noiembrie 2016.
Antrenor principal:  Helle Thomsen
Antrenor secund:  Olga Assink
| Nr. | Post            | Nume                     | Data nașterii (vârsta) | Înălțime | Selecții | Goluri | Echipă                  |
| --- | --------------- | ------------------------ | ---------------------- | -------- | -------- | ------ | ----------------------- |
| 5   | Inter stânga    | Jessy Kramer             | 16 februarie 1990      | 1.77 m   | 97       | 83     | Toulon Handball         |
| 6   | Inter dreapta   | Laura van der Heijden    | 27 iunie 1990          | 1.72 m   | 148      | 477    | Team Esbjerg            |
| 7   | Extremă dreapta | Debbie Bont              | 9 decembrie 1990       | 1.74 m   | 117      | 224    | København Håndbold      |
| 8   | Inter stânga    | Lois Abbingh             | 13 august 1992         | 1.77 m   | 92       | 405    | Issy-Paris              |
| 9   | Inter dreapta   | Sanne van Olphen         | 13 martie 1989         | 1.77 m   | 65       | 110    | Toulon Handball         |
| 10  | Pivot           | Danick Snelder (căpitan) | 22 mai 1990            | 1.78 m   | 120      | 297    | FTC-Rail Cargo Hungaria |
| 11  | Centru          | Lynn Knippenborg         | 7 ianuarie 1992        | 1.75 m   | 65       | 97     | Buxtehuder SV           |
| 13  | Pivot           | Yvette Broch             | 23 decembrie 1990      | 1.85 m   | 84       | 198    | Győri Audi ETO KC       |
| 15  | Centru          | Maura Visser             | 1 iunie 1985           | 1.79 m   | 122      | 433    | SG BBM Bietigheim       |
| 17  | Centru          | Cornelia Groot           | 4 mai 1988             | 1.75 m   | 96       | 291    | Győri Audi ETO KC       |
| 18  | Inter stânga    | Kelly Dulfer             | 21 martie 1994         | 1.86 m   | 50       | 39     | VfL Oldenburg           |
| 21  | Extremă stânga  | Michelle Goos            | 27 decembrie 1989      | 1.78 m   | 58       | 102    | Buxtehuder SV           |
| 23  | Portar          | Jasmina Janković         | 6 decembrie 1986       | 1.68 m   | 56       | 0      | TuS Metzingen           |
| 26  | Extremă dreapta | Angela Malestein         | 31 ianuarie 1993       | 1.73 m   | 85       | 149    | SG BBM Bietigheim       |
| 33  | Portar          | Tess Wester              | 19 mai 1993            | 1.78 m   | 43       | 2      | SG BBM Bietigheim       |
| 79  | Centru          | Estavana Polman          | 5 august 1992          | 1.74 m   | 89       | 293    | Team Esbjerg            |

## Grupa  C

### Cehia
O listă cu 19 jucătoare a fost anunțată pe 7 noiembrie 2016. Echipa a fost redusă la 18 jucătoare pe 18 noiembrie 2016. Echipa finală a fost anunțată pe 2 decembrie 2016.
Antrenor principal:  Jan Bašný
Antrenor secund:  Jiří Mika
Antrenor secund:  Jan Belka
| Nr. | Post            | Nume                                | Data nașterii (vârsta) | Înălțime | Selecții | Goluri | Echipă                     |
| --- | --------------- | ----------------------------------- | ---------------------- | -------- | -------- | ------ | -------------------------- |
| 3   | Extremă dreapta | Jana Knedlíková                     | 22 iunie 1989          | 1.67 m   | 76       | 161    | Győri Audi ETO KC          |
| 7   | Inter dreapta   | Helena Ryšánková                    | 19 noiembrie 1992      | 1.75 m   | 8        | 6      | Stella Saint-Maur Handball |
| 9   | Extremă stânga  | Kristýna Salčáková                  | 13 august 1987         | 1.65 m   | 98       | 144    | Achenheim Truchtersheim    |
| 10  | Centru          | Petra Růčková                       | 8 februarie 1989       | 1.73 m   | 96       | 70     | DHK Banik Most             |
| 14  | Inter stânga    | Kamila Kordovská                    | 4 decembrie 1997       | 1.79 m   | 6        | 27     | DHC Slavia Prague          |
| 15  | Extremă dreapta | Michaela Hrbková                    | 14 iulie 1987          | 1.70 m   | 116      | 253    | Frisch Auf Göppingen       |
| 16  | Portar          | Lucie Satrapová                     | 3 iulie 1989           | 1.83 m   | 71       | 0      | Kristiandstad Handboll     |
| 18  | Centru          | Iveta Luzumová                      | 3 aprilie 1989         | 1.76 m   | 71       | 273    | Thüringer HC               |
| 22  | Inter dreapta   | Martina Crhová                      | 17 iunie 1988          | 1.76 m   | 56       | 77     | Kristianstad Handboll      |
| 27  | Pivot           | Petra Adámková                      | 21 iunie 1991          | 1.70 m   | 29       | 32     | Frisch Auf Göppingen       |
| 28  | Centru          | Šárka Marčíková                     | 12 martie 1992         | 1.76 m   | 16       | 21     | DHC Sokol Porub            |
| 30  | Portar          | Dominika Müllnerová                 | 26 martie 1992         | 1.70 m   | 34       | 1      | DHK Banik Most             |
| 31  | Pivot           | Alena Stellnerová                   | 22 august 1989         | 1.80 m   | 19       | 17     | DHC Slavia Prague          |
| 33  | Portar          | Petra Kudláčková                    | 17 octombrie 1994      | 1.73 m   | 0        | 0      | DHC Slavia Prague          |
| 36  | Inter stânga    | Martina Weisenbilderová (înlocuită) | 13 aprilie 1992        | 1.81 m   | 5        | 3      | Kristianstad Handboll      |
| 51  | Inter stânga    | Markéta Jeřábková                   | 8 februarie 1996       | 1.74 m   | 16       | 46     | DHK Banik Most             |
| 67  | Extremă stânga  | Veronika Malá                       | 6 mai 1994             | 1.70 m   | 18       | 47     | VfL Oldenburg              |

### Danemarca
Echipa a fost anunțată pe 9 noiembrie 2016.
Antrenor principal:  Klavs Bruun Jørgensen
Antrenor secund:  Søren Herskind
| Nr. | Post            | Nume                         | Data nașterii (vârsta) | Înălțime | Selecții | Goluri | Echipă             |
| --- | --------------- | ---------------------------- | ---------------------- | -------- | -------- | ------ | ------------------ |
| 1   | Portar          | Sandra Toft Galsgaard        | 18 octombrie 1989      | 1.76 m   | 71       | 0      | Larvik HK          |
| 4   | Inter stânga    | Anna Sophie Okkels           | 23 martie 1990         | 1.78 m   | 29       | 46     | SK Aarhus          |
| 7   | Extremă stânga  | Maria Fisker                 | 3 octombrie 1990       | 1.70 m   | 74       | 196    | Randers HK         |
| 8   | Inter stânga    | Anne Mette Hansen            | 25 august 1994         | 1.84 m   | 49       | 105    | København Håndbold |
| 9   | Extremă stânga  | Fie Woller                   | 17 septembrie 1992     | 1.75 m   | 18       | 26     | FC Midtjylland     |
| 10  | Pivot           | Kathrine Heindahl            | 26 martie 1992         | 1.84 m   | 16       | 20     | Randers HK         |
| 14  | Centru          | Lotte Grigel                 | 5 aprilie 1991         | 1.65 m   | 60       | 106    | Rostov-Don         |
| 17  | Pivot           | Stine Bodholt Nielsen        | 8 noiembrie 1989       | 1.76 m   | 26       | 30     | Viborg HK          |
| 18  | Inter dreapta   | Mette Tranborg               | 1 ianuarie 1996        | 1.92 m   | 17       | 35     | SK Aarhus          |
| 21  | Centru          | Kristina Kristiansen         | 13 iulie 1989          | 1.63 m   | 135      | 371    | Nykøbing Falster   |
| 22  | Inter dreapta   | Anne Cecilie de la Cour      | 8 decembrie 1993       | 1.80 m   | 11       | 15     | København Håndbold |
| 25  | Extremă dreapta | Trine Østergaard             | 17 octombrie 1991      | 1.65 m   | 66       | 96     | FC Midtjylland     |
| 26  | Pivot           | Louise Svalastog Spellerberg | 1 octombrie 1982       | 1.78 m   | 64       | 77     | København Håndbold |
| 28  | Inter stânga    | Stine Jørgensen (căpitan)    | 3 septembrie 1990      | 1.80 m   | 98       | 280    | FC Midtjylland     |
| 31  | Inter stânga    | Line Haugsted                | 11 noiembrie 1994      | 1.77 m   | 7        | 6      | Viborg HK          |
| 40  | Portar          | Althea Reinhardt             | 1 septembrie 1996      | 1.80 m   | 2        | 0      | HC Odense          |

### Ungaria
O listă cu 22 jucătoare a fost anunțată pe 14 noiembrie 2016. A fost redusă la 21 de handbaliste pe 20 noiembrie 2016, apoi la 18 handbaliste, pe 24 noiembrie 2016, și la 17 handbaliste, pe 30 noiembrie.
Antrenor principal:  Kim Rasmussen
Antrenor secund:  Beáta Siti
| Nr. | Post            | Nume                      | Data nașterii (vârsta)         | Înălțime | Selecții | Goluri | Echipă                  |
| --- | --------------- | ------------------------- | ------------------------------ | -------- | -------- | ------ | ----------------------- |
| 3   | Extremă stânga  | Nadine Schatzl            | 19 noiembrie 1993 (31 de ani)  | 1.73 m   | 13       | 25     | FTC-Rail Cargo Hungaria |
| 5   | Inter stânga    | Krisztina Triscsuk        | 17 iulie 1985 (39 de ani)      | 1.76 m   | 47       | 132    | Siófok KC               |
| 12  | Portar          | Melinda Szikora           | 19 noiembrie 1988 (36 de ani)  | 1.75 m   | 1        | 0      | FTC-Rail Cargo Hungaria |
| 13  | Centru          | Anita Görbicz (căpitan)   | 13 mai 1983 (41 de ani)        | 1.73 m   | 213      | 1029   | Győri Audi ETO KC       |
| 14  | Pivot           | Anett Kisfaludy           | 31 august 1990 (34 de ani)     | 1.82 m   | 9        | 9      | ÉRD NK                  |
| 15  | Inter stânga    | Kinga Klivinyi            | 31 martie 1992 (32 de ani)     | 1.78 m   | 33       | 65     | ÉRD NK                  |
| 21  | Portar          | Éva Kiss                  | 10 iulie 1987 (37 de ani)      | 1.89 m   | 69       | 1      | Győri Audi ETO KC       |
| 22  | Extremă dreapta | Bernadett Bódi            | 9 martie 1986 (39 de ani)      | 1.75 m   | 120      | 208    | Győri Audi ETO KC       |
| 23  | Inter stânga    | Klára Szekeres            | 1 decembrie 1987 (37 de ani)   | 1.83 m   | 71       | 25     | FTC-Rail Cargo Hungaria |
| 25  | Inter dreapta   | Anna Kovács               | 24 octombrie 1991 (33 de ani)  | 1.76 m   | 11       | 22     | Dunaújvárosi NKS        |
| 30  | Inter dreapta   | Szimonetta Planéta        | 12 decembrie 1993 (31 de ani)  | 1.98 m   | 38       | 41     | Thüringer HC            |
| 31  | Inter stânga    | Dóra Hornyák              | 24 ianuarie 1992 (33 de ani)   | 1.76 m   | 13       | 16     | FTC-Rail Cargo Hungaria |
| 34  | Pivot           | Rea Mészáros              | 14 aprilie 1994 (30 de ani)    | 1.72 m   | 23       | 5      | FTC-Rail Cargo Hungaria |
| 44  | Extremă stânga  | Ildikó Erdősi             | 14 septembrie 1989 (35 de ani) | 1.71 m   | 31       | 67     | Siófok KC               |
| 61  | Portar          | Kinga Janurik (înlocuită) | 6 noiembrie 1991 (33 de ani)   | 1.76 m   | 6        | 1      | ÉRD NK                  |
| 66  | Extremă dreapta | Viktória Lukács           | 31 ianuarie 1995 (30 de ani)   | 1.69 m   | 6        | 14     | FTC-Rail Cargo Hungaria |
| 99  | Pivot           | Luca Dombi                | 17 noiembrie 1995 (29 de ani)  | 1.67 m   | 2        | 3      | Mosonmagyaróvári KCSE   |

### Muntenegru
O listă cu 20 jucătoare a fost anunțată pe 14 noiembrie 2016. A fost redusă la 17 pe 30 noiembrie 2016.
Antrenor principal:  Dragan Adžić
Antrenor secund:  Novak Ristović
| Nr. | Post            | Nume              | Data nașterii (vârsta)        | Înălțime | Selecții | Goluri | Echipă             |
| --- | --------------- | ----------------- | ----------------------------- | -------- | -------- | ------ | ------------------ |
| 1   | Portar          | Marina Rajčić     | 24 august 1993 (31 de ani)    | 1.78 m   | 92       | 0      | Metz Handball      |
| 9   | Inter stânga    | Đurđina Jauković  | 24 februarie 1997 (28 de ani) | 1.85 m   | 33       | 73     | ŽRK Budućnost      |
| 12  | Portar          | Ljubica Nenezić   | 15 ianuarie 1997 (28 de ani)  | 1.79 m   | 6        | 0      | Kispesti NKK       |
| 15  | Inter dreapta   | Andrea Klikovac   | 6 mai 1991 (33 de ani)        | 1.74 m   | 50       | 20     | ŽRK Vardar         |
| 20  | Inter dreapta   | Jasna Tošković    | 16 martie 1989 (36 de ani)    | 1.88 m   | 26       | 24     | CSM Roman          |
| 23  | Extremă dreapta | Dijana Ujkić      | 5 iulie 1996 (28 de ani)      | 1.72 m   | 5        | 12     | ŽRK Budućnost      |
| 25  | Inter dreapta   | Đurđina Malović   | 5 mai 1996 (28 de ani)        | 1.82 m   | 15       | 19     | ŽRK Budućnost      |
| 26  | Pivot           | Suzana Lazović    | 28 ianuarie 1992 (33 de ani)  | 1.76 m   | 94       | 108    | ŽRK Budućnost      |
| 27  | Extremă dreapta | Sanja Premović    | 27 noiembrie 1992 (32 de ani) | 1.72 m   | 6        | 1      | MKS Zagłębie Lubin |
| 55  | Extremă stânga  | Ivona Pavićević   | 21 aprilie 1996 (28 de ani)   | 1.67 m   | 19       | 12     | ŽRK Budućnost      |
| 66  | Pivot           | Ema Ramusović     | 28 noiembrie 1996 (28 de ani) | 1.82 m   | 30       | 20     | ŽRK Budućnost      |
| 71  | Pivot           | Bobana Klikovac   | 19 iulie 1995 (29 de ani)     | 1.81 m   | 10       | 11     | DVSC Kézilabda     |
| 77  | Extremă stânga  | Majda Mehmedović  | 25 mai 1990 (34 de ani)       | 1.69 m   | 97       | 217    | CSM București      |
| 80  | Centru          | Jelena Despotović | 30 aprilie 1994 (30 de ani)   | 1.83 m   | 49       | 36     | DVSC Kézilabda     |
| 90  | Inter stânga    | Milena Raičević   | 12 martie 1990 (35 de ani)    | 1.78 m   | 124      | 358    | ŽRK Budućnost      |
| 96  | Extremă stânga  | Itana Grbić       | 1 septembrie 1996 (28 de ani) | 1.69 m   | 17       | 8      | ŽRK Budućnost      |

## Grupa  D

### Croația
O listă cu 18 jucătoare a fost anunțată pe 14 noiembrie 2016. Echipa finală a fost dezvăluită pe 2 decembrie 2016.
Antrenor principal:  Goran Mrđen
Antrenor secund:  Nikola Škorić
Antrenor secund:  Nenad Rogulj
| Nr. | Post            | Nume                  | Data nașterii (vârsta) | Înălțime | Selecții | Goluri | Echipă                   |
| --- | --------------- | --------------------- | ---------------------- | -------- | -------- | ------ | ------------------------ |
| 1   | Portar          | Marina Razum          | 25 februarie 1992      | 1.80 m   | 18       | 0      | RK Zagreb                |
| 2   | Extremă dreapta | Nikolina Zadravec     | 9 februarie 1997       | 1.68 m   | 5        | 8      | RK Podravka              |
| 3   | Extremă stânga  | Ekaterina Nemaškalo   | 31 iulie 1989          | 1.70 m   | 23       | 34     | RK Podravka              |
| 4   | Centru          | Valentina Blažević    | 14 februarie 1994      | 1.70 m   | 6        | 2      | RK Krim                  |
| 5   | Pivot           | Ana Debelić           | 9 ianuarie 1994        | 1.83 m   | 4        | 0      | RK Podravka              |
| 6   | Pivot           | Andrea Čović          | 9 octombrie 1993       | 1.75 m   | 21       | 18     | ŽRK Vardar               |
| 7   | Extremă stânga  | Paula Posavec         | 26 august 1996         | 1.70 m   | 8        | 4      | ŽRK Zrinski              |
| 9   | Inter stânga    | Ćamila Mičijević      | 8 septembrie 1994      | 1.94 m   | 19       | 39     | Dunaújvárosi KKA         |
| 10  | Inter dreapta   | Dora Krsnik           | 19 ianuarie 1992       | 1.70 m   | 5        | 6      | RK Podravka              |
| 14  | Inter stânga    | Marijeta Vidak        | 14 august 1992         | 1.79 m   | 8        | 2      | RK Podravka              |
| 15  | Inter stânga    | Andrea Penezić        | 13 noiembrie 1985      | 1.86 m   | 140      | 629    | ŽRK Vardar               |
| 16  | Portar          | Gabrijela Bešen       | 6 decembrie 1994       | 1.79 m   | 11       | 1      | RK Sesvete-Agroproteinka |
| 20  | Pivot           | Vesna Milanović-Litre | 30 mai 1986            | 1.80 m   | 101      | 183    | RK Krim                  |
| 23  | Extremă dreapta | Nataša Janković       | 27 august 1991         | 1.70 m   | 20       | 15     | Ardeșen GSK              |
| 26  | Inter dreapta   | Žana Marić            | 20 august 1989         | 1.80 m   | 39       | 39     | Zaglebie Lubin           |
| 29  | Centru          | Sonja Bašić           | 26 noiembrie 1987      | 1.82 m   | 63       | 124    | Váci NKSE                |

### Norvegia
Echipa a fost anunțată pe 8 noiembrie 2016.
Antrenor principal:  Thorir Hergeirsson
Antrenor secund:  Mia Hermansson Högdahl
Antrenor secund:  Mats Olsson
| Nr. | Post                  | Nume                           | Data nașterii (vârsta) | Înălțime | Selecții | Goluri | Echipă              |
| --- | --------------------- | ------------------------------ | ---------------------- | -------- | -------- | ------ | ------------------- |
| 1   | Portar                | Kari Aalvik Grimsbø            | 4 ianuarie 1985        | 1.80 m   | 145      | 0      | Győri Audi ETO KC   |
| 3   | Inter stânga          | Emilie Hegh Arntzen            | 1 ianuarie 1994        | 1.83 m   | 42       | 40     | Byåsen HE           |
| 4   | Inter stânga          | Veronica Kristiansen           | 10 iulie 1990          | 1.75 m   | 81       | 238    | FC Midtjylland      |
| 7   | Inter/Extremă dreapta | Stine Skogrand                 | 3 martie 1993          | 1.73 m   | 35       | 63     | Silkeborg/Voel KFUM |
| 8   | Pivot                 | Vilde Ingstad                  | 18 decembrie 1994      | 1.78 m   | 23       | 20     | Team Esbjerg        |
| 9   | Inter dreapta         | Nora Mørk                      | 5 aprilie 1991         | 1.69 m   | 85       | 391    | Győri Audi ETO KC   |
| 10  | Centru                | Stine Bredal Oftedal (căpitan) | 25 septembrie 1991     | 1.68 m   | 123      | 258    | Issy-Paris Hand     |
| 11  | Extremă dreapta       | Malin Aune                     | 4 martie 1995          | 1.64 m   | 11       | 10     | Oppsal IF           |
| 12  | Portar                | Silje Solberg                  | 16 iunie 1990          | 1.78 m   | 91       | 0      | Issy-Paris Hand     |
| 13  | Pivot                 | Marit Malm Frafjord            | 25 noiembrie 1985      | 1.82 m   | 186      | 367    | Larvik HK           |
| 15  | Inter dreapta         | Silje Waade                    | 20 martie 1994         | 1.82 m   | 3        | 7      | Byåsen HE           |
| 19  | Inter stânga          | Kjerstin Boge Solås            | 31 decembrie 1997      | 1.70 m   | 3        | 3      | Tertnes IL          |
| 22  | Inter/Extremă dreapta | Amanda Kurtović                | 25 iulie 1991          | 1.75 m   | 81       | 207    | Larvik HK           |
| 23  | Extremă stânga        | Camilla Herrem                 | 8 octombrie 1986       | 1.67 m   | 195      | 521    | ŽRK Vardar          |
| 24  | Extremă stânga        | Sanna Solberg                  | 16 iunie 1990          | 1.78 m   | 84       | 147    | Larvik HK           |
| 26  | Centru                | Marta Tomac                    | 20 septembrie 1990     | 1.80 m   | 22       | 25     | Vipers Kristiansand |

### România
O listă cu 23 jucătoare a fost anunțată pe 22 noiembrie 2016. Ea a fost redusă la 18 jucătoare pe 28 noiembrie 2016.
Antrenor principal:  Ambros Martín
Antrenor secund:  Costică Buceschi
| Nr. | Post                  | Nume                                | Data nașterii (vârsta) | Înălțime | Selecții | Goluri | Echipă               |
| --- | --------------------- | ----------------------------------- | ---------------------- | -------- | -------- | ------ | -------------------- |
| 2   | Extremă/Inter dreapta | Aneta Udriștoiu                     | 22 iunie 1989          | 1.65 m   | 12       | 17     | HC Dunărea Brăila    |
| 3   | Inter stânga          | Gabriella Szűcs                     | 31 august 1984         | 1.79 m   | 21       | 10     | HC Dunărea Brăila    |
| 5   | Inter dreapta         | Melinda Geiger                      | 28 martie 1987         | 1.77 m   | 84       | 219    | Brest Bretagne HB    |
| 6   | Pivot                 | Crina Pintea                        | 3 aprilie 1990         | 1.86 m   | 27       | 38     | Thüringer HC         |
| 7   | Centru                | Eliza Buceschi                      | 31 august 1993         | 1.75 m   | 45       | 110    | FC Midtjylland       |
| 8   | Inter stânga          | Cristina Neagu (căpitan, înlocuită) | 26 august 1988         | 1.80 m   | 149      | 649    | ŽRK Budućnost        |
| 10  | Extremă stânga        | Cristina Florica                    | 11 mai 1992            | 1.74 m   | 10       | 21     | HCM Râmnicu Vâlcea   |
| 13  | Centru                | Cristina Laslo                      | 10 aprilie 1996        | 1.76 m   | 0        | 0      | „U” Alexandrion Cluj |
| 14  | Extremă stânga        | Ana Maria Iuganu                    | 25 februarie 1990      | 1.75 m   | 3        | 5      | CSM Roman            |
| 16  | Portar                | Denisa Dedu                         | 27 septembrie 1994     | 1.82 m   | 20       | 2      | Corona Brașov        |
| 17  | Inter dreapta         | Laura Popa                          | 29 iunie 1994          | 1.81 m   | 7        | 21     | „U” Alexandrion Cluj |
| 19  | Inter stânga          | Cristina Zamfir                     | 29 septembrie 1989     | 1.83 m   | 8        | 17     | SCM Craiova          |
| 20  | Portar                | Iulia Dumanska                      | 15 august 1996         | 1.78 m   | 1        | 0      | SCM Craiova          |
| 22  | Pivot                 | Oana Manea                          | 18 aprilie 1985        | 1.75 m   | 193      | 433    | CSM București        |
| 30  | Portar                | Paula Ungureanu (înlocuită)         | 30 martie 1980         | 1.80 m   | 163      | 2      | CSM București        |
| 31  | Centru                | Mădălina Zamfirescu                 | 31 octombrie 1994      | 1.77 m   | 7        | 15     | HC Dunărea Brăila    |
| 85  | Pivot                 | Florina Chintoan                    | 6 decembrie 1985       | 1.78 m   | 111      | 151    | „U” Alexandrion Cluj |
| 89  | Extremă dreapta       | Laura Chiper                        | 21 august 1989         | 1.73 m   | 15       | 30     | Corona Brașov        |

### Rusia
O listă cu 21 jucătoare a fost anunțată pe 16 noiembrie 2016. A fost redusă la 19 handbaliste pe 23 noiembrie 2016 și la 18 handbaliste pe 3 decembrie 2016.
Antrenor principal:  Evgheni Trefilov
Antrenor secund:  Aleksei Alekseev
Antrenor secund:  Liubov Kaliaeva
| Nr. | Post                  | Nume                              | Data nașterii (vârsta) | Înălțime | Selecții | Goluri | Echipă            |
| --- | --------------------- | --------------------------------- | ---------------------- | -------- | -------- | ------ | ----------------- |
| 4   | Pivot                 | Jana Žilinskaitė                  | 6 martie 1989          | 1.85 m   | 29       | 27     | Kuban Krasnodar   |
| 5   | Inter stânga          | Liudmila Postnova                 | 11 august 1984         | 1.83 m   | 206      | 712    | GK Astrahanocika  |
| 7   | Centru                | Daria Dmitrieva                   | 9 august 1995          | 1.78 m   | 56       | 134    | GK Lada Togliatti |
| 8   | Inter dreapta         | Anna Sen                          | 3 februarie 1990       | 1.85 m   | 108      | 248    | Rostov-Don        |
| 13  | Extremă/Inter dreapta | Anna Viahireva                    | 13 martie 1995         | 1.62 m   | 52       | 196    | Rostov-Don        |
| 15  | Extremă dreapta       | Marina Sudakova                   | 17 februarie 1989      | 1.66 m   | 69       | 114    | Kuban Krasnodar   |
| 17  | Inter stânga          | Vladlena Bobrovnikova (înlocuită) | 24 noiembrie 1987      | 1.80 m   | 51       | 117    | Rostov-Don        |
| 18  | Extremă stânga        | Daria Samohina                    | 12 august 1992         | 1.75 m   | 3        | 3      | GK Lada Togliatti |
| 19  | Pivot                 | Ksenia Makeeva                    | 19 septembrie 1990     | 1.85 m   | 90       | 168    | Rostov-Don        |
| 21  | Inter stânga          | Viktorija Žilinskaitė             | 6 martie 1989          | 1.88 m   | 125      | 181    | Kuban Krasnodar   |
| 29  | Portar                | Elena Utkina                      | 29 mai 1990            | 1.81 m   | 4        | 1      | GK Lada Togliatti |
| 31  | Centru                | Karina Sabirova                   | 23 martie 1998         | 1.81 m   | 0        | 0      | GK Astrahanocika  |
| 32  | Extremă stânga        | Kristina Kojokar                  | 28 februarie 1994      | 1.74 m   | 1        | 2      | GK Astrahanocika  |
| 34  | Inter stânga          | Elizaveta Malașenko (înlocuită)   | 26 februarie 1996      | 1.80 m   | 4        | 5      | GK Lada Togliatti |
| 38  | Centru                | Olga Gorșenina                    | 9 noiembrie 1990       | 1.80 m   | 36       | 22     | Kuban Krasnodar   |
| 39  | Inter dreapta         | Antonina Skorobogatcenko          | 14 februarie 1999      | 1.80 m   | 4        | 15     | Dinamo-Sinara     |
| 44  | Portar                | Kira Trusova                      | 28 iunie 1994          | 1.82 m   | 5        | 0      | GK Astrahanocika  |
| 88  | Portar                | Victoria Kalinina                 | 8 decembrie 1988       | 1.83 m   | 52       | 0      | Kuban Krasnodar   |